# Triopas
Triopas ou Triops (en grec ancien Τριόπας), est un demi-dieu, roi de Thessalie. Il est le fils de Poséidon et de Canacé la fille d'Éole.
Il a pour frère Hoplée, Nirée, Épopée et Aloée,.
Triopas est le père d'Érysichthon et d'Iphimédie, qui épouse son oncle Aloée. Mais tombant amoureuse de Poséidon, elle s'unit à lui et lui donne des jumeaux, les Géants Otos et Éphialtès, appelés les Aloades.
On lui attribue parfois la fondation de la ville de Cnide.

## Sources
- Pseudo-Apollodore, Bibliothèque [détail des éditions] [lire en ligne] (I, 7, 4).